# Jauvet
Jauvet var en svensk gycklargrupp bildad år 1996 i Norrköping av Patrik Elgh, Niki Lazarevic, Poul Poulsen, Mats Hedlund, Kalle Granberg och Magnus Jonsson. År 2007 blev även Niklas Strandqvist medlem.
Genom åren har det även förekommit korttidsmedverkande medlemmar, som varit med gruppen i 1-2 år eller mindre. Gycklargruppen har specialiserat sig på improvisationsteatrar och kan betraktas mer som en komikergrupp än som en gycklargrupp.
Gruppen satte under åren 1997–2010 upp komiska improvisationsteatrar under medeltidsveckan på Gotland. Gruppen jobbade främst i medeltidssammanhang, men hade också en teater i Gamla stan i Stockholm. Våren 2010 meddelade samtliga medlemmar att gruppen skulle läggas ned under året och upplösas. Medeltidsveckan på Gotland 2010 blev gruppens allra sista evenemang, och den 15 augusti 2010 auktionerade Jauvet ut sina gamla scenkostymer, sitt berömda tält och annat gammalt material vid sin spelplats på Gotlandsänget i Visby. 
Gruppens medlemmar bildade två andra grupper: Bastardus Sans och Sammelsur.